# Cantón de Ruan-7
El cantón de Ruan-7 era una división administrativa francesa, que estaba situada en el departamento de Sena Marítimo y la región de Alta Normandía.

## Composición
El cantón estaba formado por una fracción de la comuna que le daba su nombre:
- Ruan (fracción)

## Supresión del cantón de Ruan-7
En aplicación del Decreto nº 2014-266 de 27 de febrero de 2014, el cantón de Ruan-7 fue suprimido el 22 de marzo de 2015 y la fracción de la comuna que le daba su nombre se unió con las demás fracciones para que, por medio de una reestructuración cantonal, fueran creados los nuevos cantones de Ruan-1, Ruan-2 y Ruan-3.